# Pegomya quadripuncta
Pegomya quadripuncta är en tvåvingeart som först beskrevs av Karl 1940.  Pegomya quadripuncta ingår i släktet Pegomya och familjen blomsterflugor.
Artens utbredningsområde är Finland. Inga underarter finns listade i Catalogue of Life.